# Schildkröte (Wappentier)
Die Schildkröte ist in der Heraldik ein Wappentier.
Die gemeine Figur wird im Schild in der Draufsicht und mit ihren typischen Merkmalen, wie Segmentierung des Panzers und ihren schuppigen Gliedmaßen gezeigt. Als Schildhalter hat sie eine natürliche Körperform. 

## Beispiele

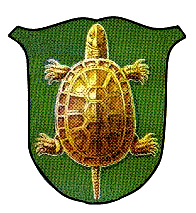
Wappen von Crottendorf
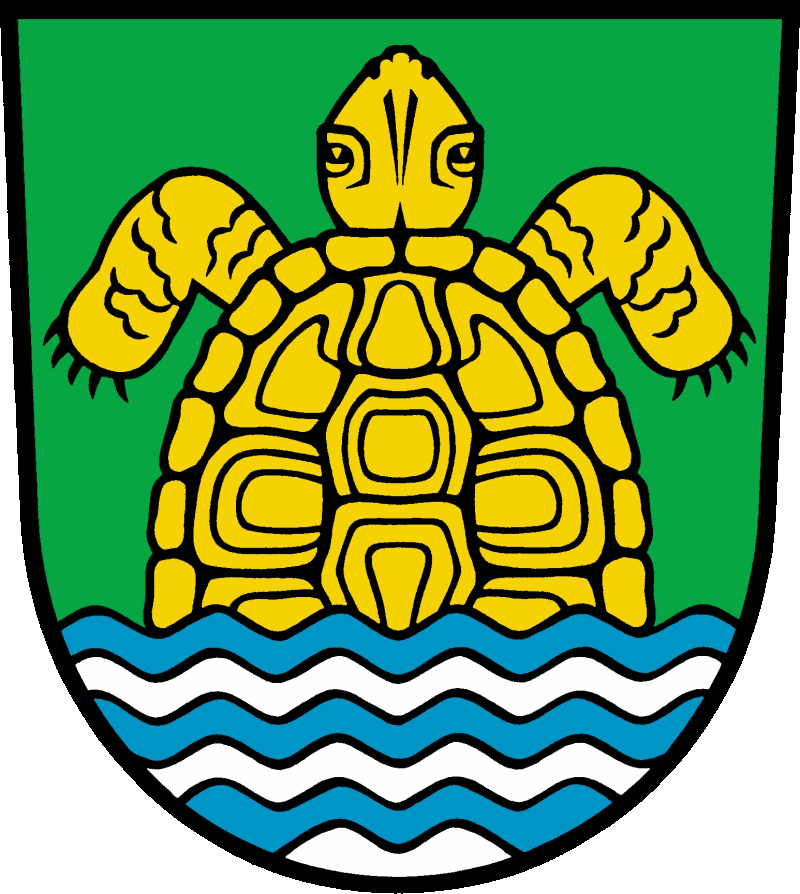
Wappen von Grünheide
Wappen von Hoppegarten
Wappen von Galapagos (Spanien)
Wappen von La Gripperie-Saint-Symphorien (Frankreich)
Wappen von Wettolsheim (Frankreich)
Schildhalter des Wappens (Britisches Territorium im Indischen Ozean)